# Auguste Comte
Auguste Comte, nome completo Isidore Marie Auguste François Xavier Comte, noto in italiano anche come Augusto Comte (Montpellier, 19 gennaio 1798 – Parigi, 5 settembre 1857), è stato un filosofo francese, considerato il fondatore del Positivismo.
Discepolo di Henri de Saint-Simon, che fu il primo a usare il termine Positivismo, è generalmente considerato l'iniziatore della corrente filosofica positivista.  Comte coniò il termine "fisica sociale" per indicare un nuovo campo di studi. Questa definizione era però utilizzata anche da alcuni altri intellettuali suoi rivali e così, per differenziare la propria disciplina, inventò la parola sociologia.
Comte considerava questo campo disciplinare come un possibile terreno di produzione di conoscenza sociale basata su prove scientifiche. Volendo sbarazzarsi della metafisica, esalta quasi religiosamente la conoscenza scientifica che mira a osservare per conoscere senza apriorismi. Si richiama comunque a Kant e Leibniz affermando che nell'uomo esistono disposizioni mentali spontanee.
Il libro che secondo la maggior parte degli storici segna l'inizio del Periodo positivista è il Corso di filosofia positiva, monumentale opera che raccoglie i suoi cicli di lezioni. Negli ultimi anni Comte fondò una sorta di religione atea e scientista, la Chiesa Positivista. La sua citazione «Ordine e progresso» figura sulla bandiera del Brasile (Ordem e progresso).

## Biografia
Auguste Comte nasce a Montpellier nel 1798 da famiglia di sentimenti cattolici e monarchici legittimisti, contrari al governo rivoluzionario e a quello di Napoleone, e sostenitori della deposta dinastia dei Borbone di Francia.
Nel 1814 entra all'École Polytecnique di Parigi e nel 1817 incontra il filosofo socialista Saint-Simon di cui divenne segretario e con il quale collaborò per sette anni.

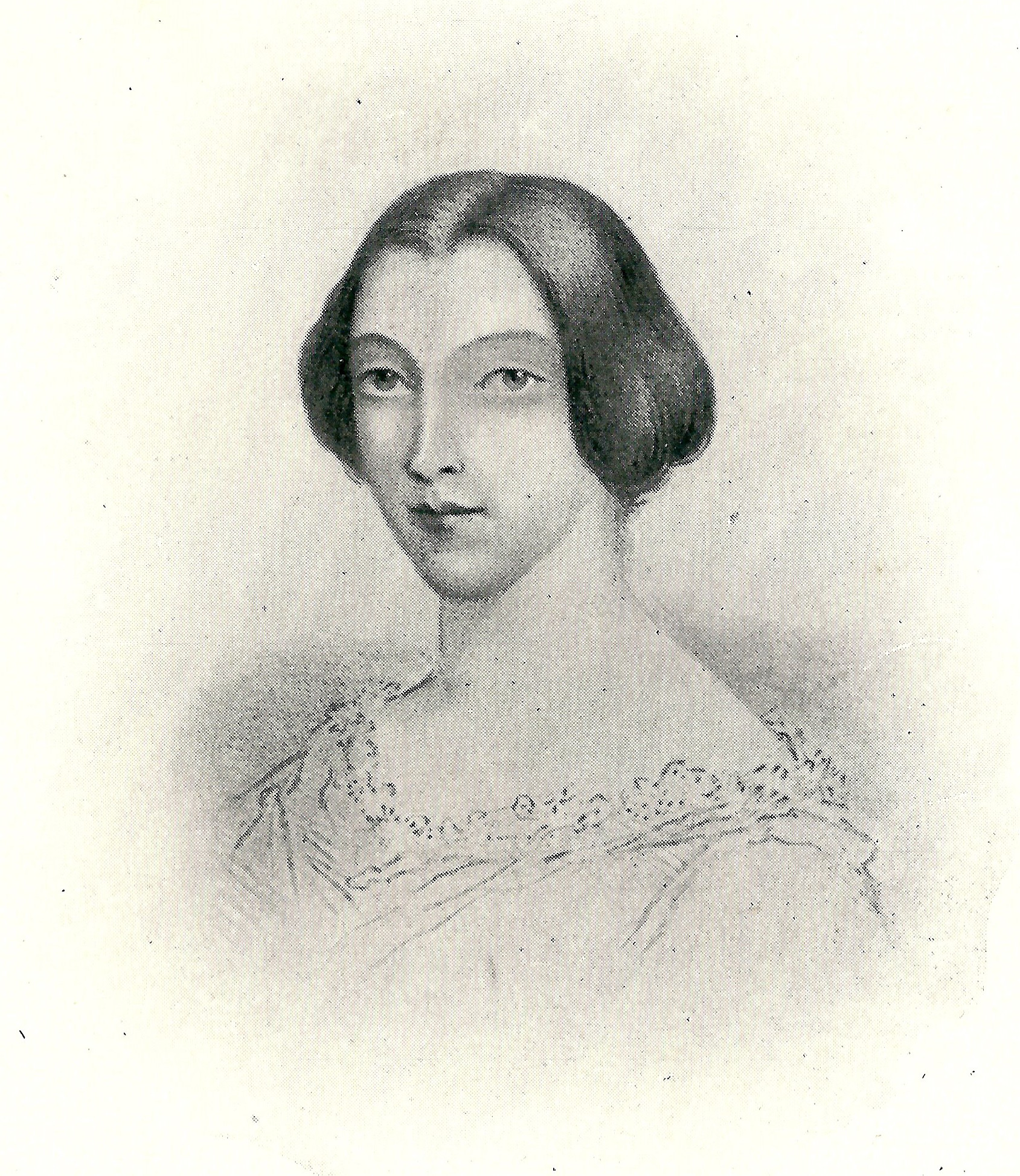
Caroline Massin, moglie di Comte

L'idolo della sua gioventù fu Benjamin Franklin che Comte definì il Socrate moderno.
Nel 1822 pubblica Il piano dei lavori scientifici necessari per riorganizzare la società, dopo due anni romperà la collaborazione con Saint-Simon e successivamente nel 1826 inizia nella propria abitazione un corso di filosofia, sospeso per un disagio psicologico depressivo - causato dai tradimenti della moglie, l'ex grisette Caroline Massin - che lo tormenterà tutta la vita, inducendolo a tentare il suicidio (si gettò nella Senna nel 1827 dal Pont des Arts, ma fu ripescato da una guardia reale). Figlia illegittima di attori di provincia, Caroline Massin lavorava come sarta e prostituta, e gestiva una sala di lettura nel Boulevard du Temple, divenendo in seguito la "mantenuta" dell'avvocato Antoine Cerclet, amico di Comte.

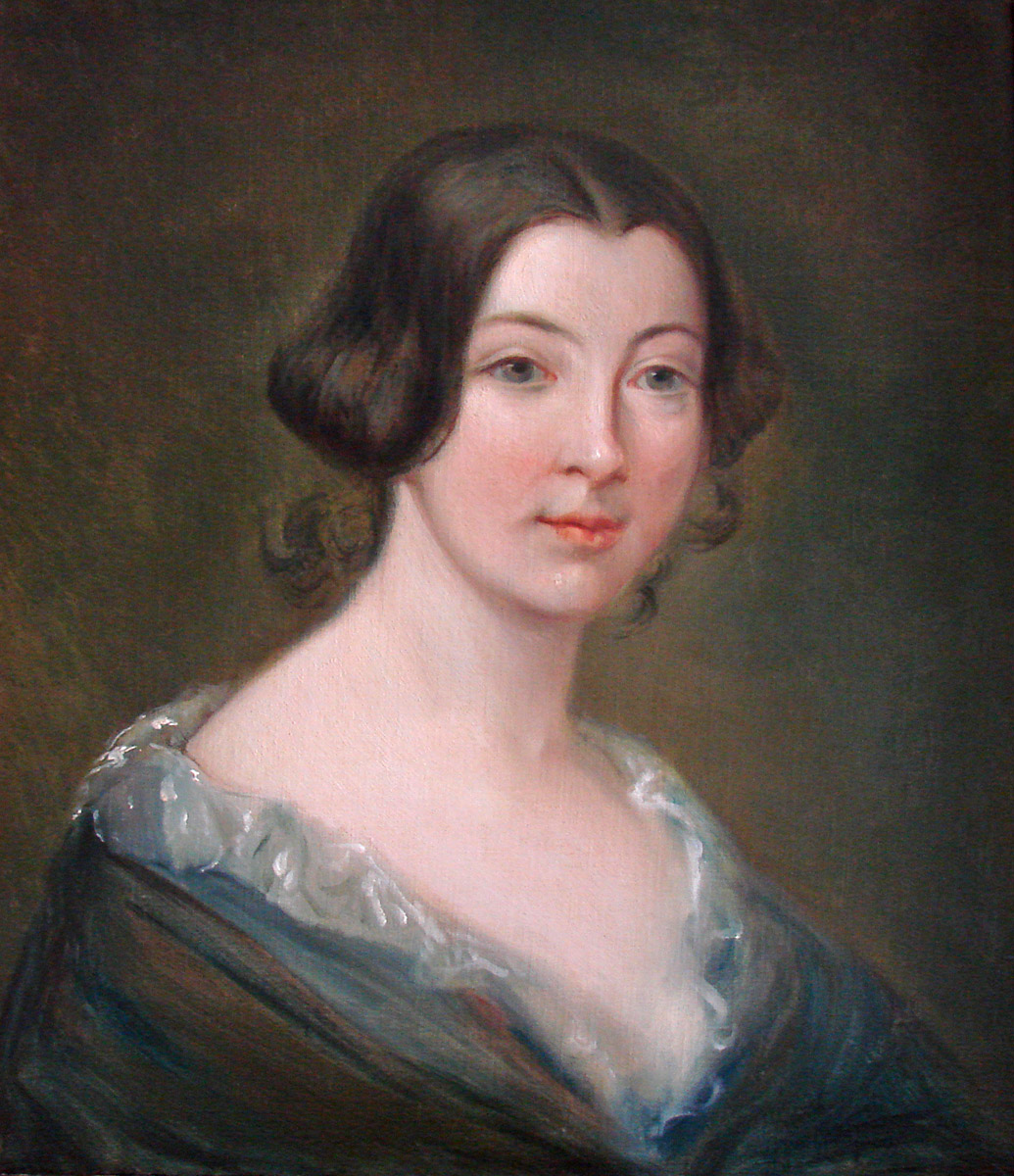
Clotilde de Vaux

Secondo le sue stesse dichiarazioni nell'aggiunta segreta al proprio testamento, Massin incontrò Auguste Comte nel periodo in cui ella si prostituiva presso il Palazzo Reale, e lui era probabilmente uno dei suoi clienti, ma la relazione fissa fra i due si instaurò solamente due anni dopo. Sposò Comte nel febbraio del 1825 e il matrimonio non fu felice, ma i due si separarono definitivamente solo nell'agosto del 1842. Ciononostante, Caroline continuò a seguire l'opera di Comte per tutta la sua vita, come bibliotecaria, e in seguito convisse con l'allievo di Comte Émile Littré. Comte stenterà parecchio a riprendersi dal crollo della sua unione con Caroline, innamorandosi di donne fisicamente molto simili all'ex moglie. Dopo il tentato suicidio, passò un breve periodo (per curare quella che definì la sua "crisi cerebrale") nella clinica psichiatrica privata e all'avanguardia del dottor Jean-Étienne Dominique Esquirol, in rue de Buffon, e iniziò poi la fase più prolifica della sua attività filosofica.
L'opera più celebre di Comte è il Corso di filosofia positiva, il cui primo (di sei) volume appare nel 1830. Nonostante il successo ottenuto dopo la pubblicazione del primo volume, Comte non ottiene nessun riconoscimento accademico. Nel 1844 propone, in occasione di un corso di astronomia popolare, una delle migliori sintesi del suo pensiero, il Discorso sullo spirito positivo, ma nello stesso anno perderà il posto di esaminatore riuscendo a vivere a stento grazie ai sussidi ottenuti da amici e discepoli. I suoi lavori successivi verranno pubblicati tra il 1835 e il 1842.

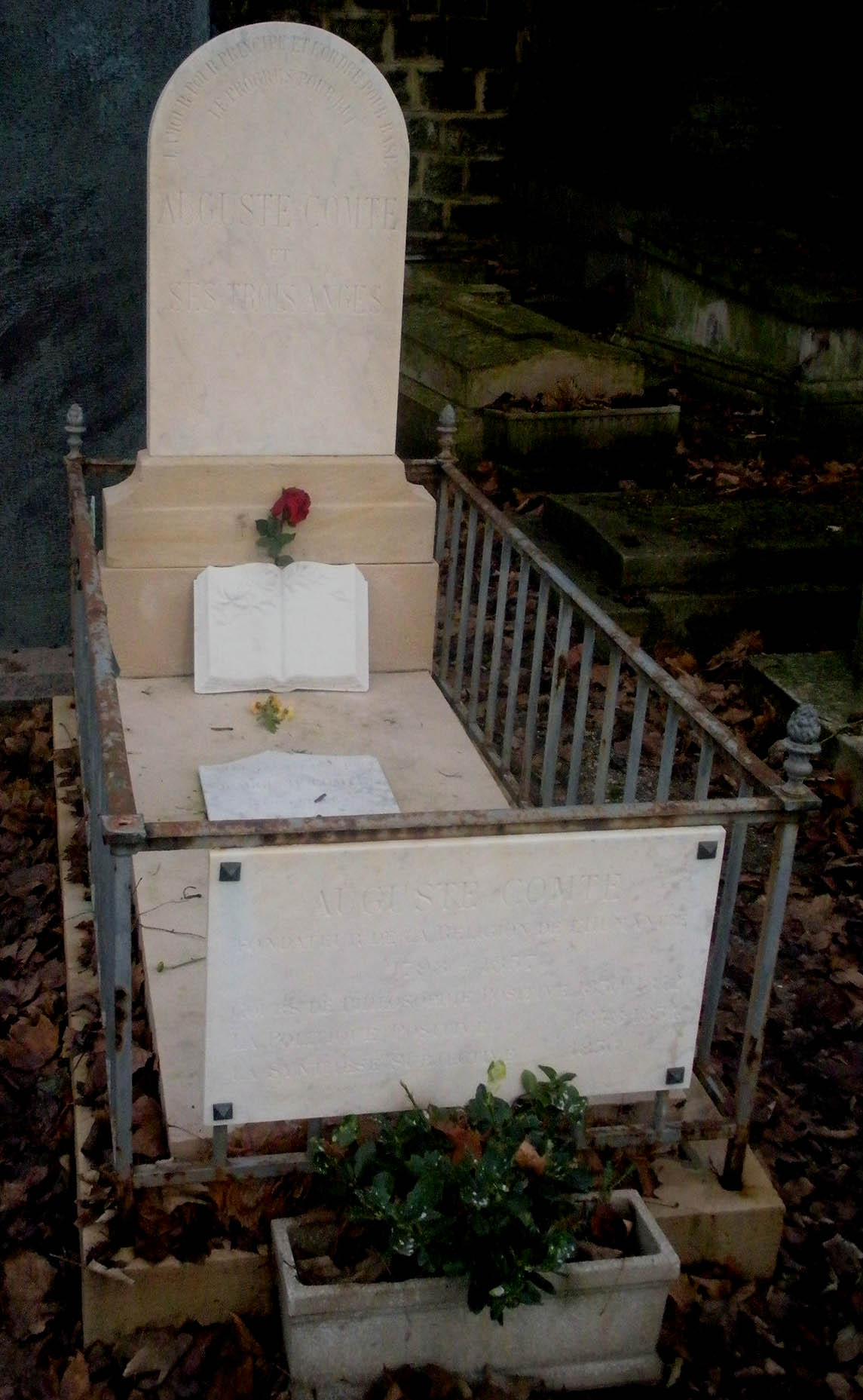
Tomba di Comte al Père-Lachaise.

Dopo il fallimento del matrimonio, conosce Clotilde de Vaux, giovane sorella di un suo allievo, di cui si innamora, ma che morirà poco dopo (1846), dopo aver rifiutato la sua proposta di matrimonio perché malata di tubercolosi; la vicenda ne influenzò il pensiero in senso mistico-religioso, senza che Comte tornasse alla religione tradizionale: nacque così la filosofia scientista del Catechismo positivista, che idealizzò la scienza e la figura di Clotilde. Comte ebbe disturbi psichici per tutta la vita, che si acutizzarono nuovamente nel periodo finale, detto del "secondo positivismo". Alcuni critici sono convinti che Comte abbia cercato di colmare il dolore per la perdita di Clotilde con questi ideali ritenuti stravaganti, ma che furono la base di alcune cosiddette "religioni dell'uomo" successive, anche nell'ambito dell'umanesimo stesso. In effetti in questa fase Comte soffrì ancora di sbalzi d'umore, frequenti dalla gioventù; secondo una diagnosi retrospettiva riportata da Jean-François Braunstein, docente alla facoltà di Filosofia della Sorbona, la "malinconia" alternata da "monomania d'orgoglio" e di "grandezza", diagnosticate all'epoca del ricovero al fondatore del positivismo, erano quello che oggi si definisce disturbo bipolare, oscillando nel suo caso tra depressione cupa e mania delirante "di riforma".
Il filosofo era tornato dalla fine degli anni '30 a vivere con la madre Rosalie Boyer (morta nel 1837), e adottò poi la sua domestica Sophie Bliaux, a cui lascerà i suoi pochi averi rimasti e i diritti d'autore sulle sue opere, contesi anche da Caroline Massin e dai membri della Società Positivista.
Si entusiasmò inizialmente per la rivoluzione francese del 1848, prendendone le distanze quando vide che la società non era stata organizzata razionalmente e ordinatamente (errore che egli riscontrava anche nella prima rivoluzione francese), esprimendo critiche nei confronti di Luigi Napoleone, che invece sostenne quando Bonaparte ascese al trono imperiale con il nome di Napoleone III.
Comte morì a 59 anni nel 1857, a causa di un'emorragia interna, forse conseguente ad un tumore allo stomaco o un problema gastrico (per cui aveva diminuito molto il cibo fino a quasi digiunare; secondo altri il malore fu causato da una forma di anoressia seguita a un digiuno di tipo misticheggiante-delirante); lasciò incompiuta l'ultima opera, la Sintesi soggettiva o sistema universale delle concezioni proprie dello stato normale dell'Umanità. Dopo una cerimonia civile, venne sepolto al cimitero di Père-Lachaise. I suoi discepoli coprirono i debiti che aveva contratto, ricomprando anche il suo appartamento, dove realizzarono una casa-museo.

## Pensiero
(Auguste Comte, Sistema di politica positiva)

### Il primo positivismo

#### La legge dei tre stadi filosofici
(Friedrich Nietzsche, Volontà di potenza, § 467)
Nell'opera del 1822 Piano dei lavori scientifici necessari per riorganizzare la società (ristampato nel 1824 col titolo Politica positiva) Comte aveva formulato la legge dei tre stadi che riprenderà poi nel Corso di filosofia positiva.
Comte considerava la sociologia come l'ultimo risultato di uno sviluppo di scienze quali la biologia, la chimica, la fisica. Egli credeva che lo studio di tale disciplina avrebbe portato l'umanità ad uno stato di benessere, dato dalla comprensione e dalla conseguente capacità di controllo del comportamento umano. Comte si concentrò in particolare sul tentativo di ricostruzione della società francese, all'indomani degli sconvolgimenti provocati dalla Rivoluzione francese.
Per questo motivo mise a punto una teoria sull'evoluzione della società nella storia, che è anche evoluzione del pensiero, delle facoltà dell'uomo e della sua organizzazione di vita: con la legge dei tre stadi Comte prefigurava l'avvento dell'era positiva in cui la scienza avrebbe avuto un posto centrale nella vita degli uomini.
La legge è articolata in tre fasi (ispirate alle tre età di "corsi e ricorsi" temporalmente ciclici - degli dei, degli eroi e degli uomini - esposte da Giambattista Vico nella Scienza nuova (nonostante dicesse di non averlo mai letto direttamente), che il Vico aveva tratto a sua volta dal greco Esiodo ma in senso rovesciato) che riguardano sia lo sviluppo dell'individuo che quello dell'umanità intera:

Auguste Comte
(dipinto di Louis Jules Etex)

- Stadio teologico: chiamato anche età teologica o «fittizia», corrisponde al periodo dell'infanzia dell'umanità; nella quale la ricerca delle cause dei fenomeni viene attribuita ad esseri soprannaturali, dapprima ai feticci delle religioni animistiche poi a pluralità di divinità (politeista) e alla fine all'unico Dio (monoteista).
Questa è l'età dell'immaginazione, in cui gli uomini sono sottoposti a regimi come il Papato, che detiene il potere spirituale, e la casta militare, che detiene quello temporale (es. Medioevo).
- Stadio metafisico: chiamato anche età metafisica o «astratta», corrisponde al periodo dell'adolescenza o giovinezza del pensiero; in cui gli agenti soprannaturali sono rimpiazzati da forze astratte: la «Natura» di Spinoza, il «Dio-geometra» di Cartesio, la «Materia» di Diderot e d'Holbach, la «Ragione» dell'intero Illuminismo, l'Orologiaio - Grande Architetto di Voltaire e della Massoneria. Questa epoca è un'evoluzione rispetto al pensiero antropomorfico anteriore ed anche sul piano politico porta ad una maggiore consapevolezza degli uomini, con libertà di coscienza e sovranità popolare. Ma il pensiero resta prigioniero dei concetti filosofici astratti e universali. Si rapporta la realtà a dei principi primi. È il «Metodo del filosofo».
- Stadio positivo: chiamato anche età positiva, è descritto come «lo stato virile della nostra intelligenza», esso comporta lo sviluppo della filosofia positiva. In questa fase, l'uomo smette di sognare: la ragione non divaga più, bensì viene finalizzata alla prassi. L'umanità è arrivata sulla strada di questo stadio grazie all'opera di uomini come Galileo Galilei, Cartesio e Bacon, passando per l'illuminismo e approdando al positivismo nel XIX secolo, come inizio di questa nuova era.

##### Lo sviluppo della società
Ricostruendo lo sviluppo della società propone una vera e propria filosofia della storia scandita in tre momenti che rispecchiano la legge dei tre stadi:
- epoca teologica, in cui vige una società teologico-militare (medievale), fondata sul potere spirituale della Chiesa cattolica e perpetuata da preti e teologi, che si occupano degli aspetti spirituali della società, mentre il potere temporale è affidato ai guerrieri. La guerra quindi è considerata necessaria e ha come fine la conquista;
- epoca metafisica, è uno stadio intermedio, di transizione, con un carattere critico;
- epoca positiva, sede della nuova società, quella che per Comte stava affiorando in quegli anni, in cui il potere spirituale e intellettuale sarà in mano ai sociologi e agli scienziati mentre quello temporale sarà prerogativa degli industriali. Questa nuova società non sarà più finalizzata alla conquista bensì alla produzione industriale.[17]

#### Lo spirito positivo
Quindi lo spirito positivo rigetta la ricerca del «perché ultimo» delle cose per considerare i fatti, «le loro leggi effettive, cioè le loro relazioni immutabili di successione e somiglianza». Il ricorso ai fatti, alla sperimentazione, alla prova della realtà, è ciò che ci permette di uscire dai discorsi speculativi e dalla ricerca dell'assoluto, accettando i limiti connaturati alla ragione e quindi la relatività della conoscenza. È il primo principio del positivismo. Mentre lo spirito metafisico ricorre a dei concetti eterni e universali che non sottomette alla realtà, lo spirito positivo confronta le ipotesi al mondo reale. Questo stato è quello ancora da realizzare e a cui tendere, regolato da leggi universali e costanti e con una società industriale organizzata razionalmente, in cui il potere spirituale è nelle mani di scienziati e tecnocrati, mentre quello temporale nelle mani degli industriali.

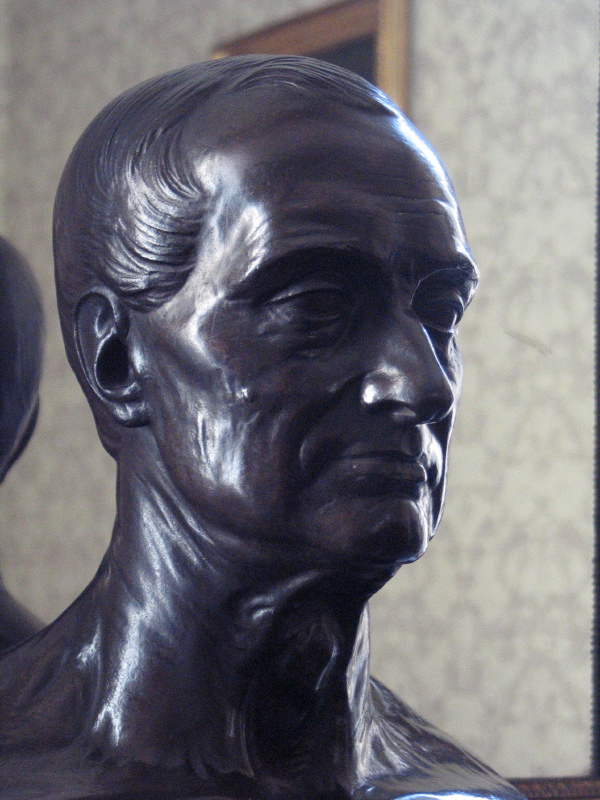
Busto di Auguste Comte

Il fatto descritto da Comte venne letto in due modi, il primo (prevalente), lo identifica come dato della scienza, quindi come certezza indipendente da ogni trasformazione umana (determinismo); un'altra lettura, più critica, preferì guardare ad esso in termini critico-empirici, affidando alle capacità dell'uomo l'adozione di un metodo sperimentale per controllare i fatti.

#### I significati della parola "positivo"
Comte individua 5 significati diversi del termine positivo, i quali concorrono tutti a definire il carattere della nuova concezione filosofica; positivo può significare
- Reale, cioè l'ambito di conoscenza umana in opposizione al chimerico ricercare essenze ultime della metafisica.
- Utile, la ricerca deve esser finalizzata, invece che all'astratta speculazione, al miglioramento concreto delle condizioni umane.
- Certo, in opposizione all'indecisione e ai dubbi esistenziali. Un sapere, quindi, ben saldo entro i propri limiti.
- Preciso, cioè determinante il proprio oggetto, in contrasto con il vago del pensiero e del linguaggio teologico-metafisico.
- Costruttivo, a differenza della negatività distruttiva dell'illuminismo che si limitava alla critica.

#### La classificazione delle scienze

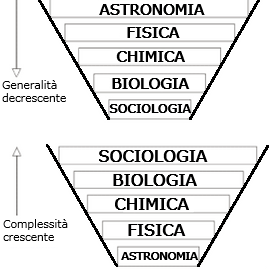
Divisione delle scienze secondo Comte

Ogni scienza per poter esser ritenuta tale deve giungere allo stato positivo. Tale meta viene raggiunta seguendo un criterio preciso: il "principio della complessità crescente e della semplicità decrescente". Comte vuol dimostrare con questa classificazione che il pensiero positivo, che si è sviluppato dapprima nelle materie semplici, prima o poi dovrà necessariamente estendersi ad altre materie quali la politica, giungendo così alla nascita di una scienza positiva della società, la sociologia. Il filosofo propone inoltre un nome di un personaggio celebre per ogni scienza, una sorta di "patrono".
In base al criterio di semplicità/generalità la classificazione è la seguente: astronomia, fisica, chimica, biologia e sociologia.
Astronomia (o fisica celeste), fisica e chimica hanno per oggetto la materia inorganica, meno complessa e più generale di quella organica, esse sono anche dette discipline sintetiche o analitiche.
L'astronomia riguarda solo il movimento matematico degli astri: il nome proposto per questa scienza è Niccolò Copernico; la fisica, il movimento meccanico dei corpi e la chimica studiano la composizione degli elementi e le loro relazioni: il nome proposto da Comte per questa scienza è Galileo Galilei; infine vi è la chimica classica: il nome di personaggio celebre proposto dal filosofo per questa scienza è quello di Antoine-Laurent de Lavoisier, anche se lo criticherà per certi versi in quanto lo riteneva troppo "metafisico".
A questa prima distinzione seguono poi le scienze che hanno per oggetto la materia organica. La biologia (o fisica organica) la quale si occupa delle strutture e del movimento degli organismi naturali (il nome associato è Xavier Bichat) e infine la sociologia che studia invece gli organismi sociali ed è una dottrina in grado di affiancarsi alle altre scienze esplicative: Comte fa riferimento a lui stesso riguardo a questa nuova scienza.
Dalla sua classificazione Comte esclude però quattro discipline:
- la matematica, la quale, lungi dal non essere una disciplina, è la scienza fondamentale poiché costituisce la metodologia che consente a tutte le altre discipline di conseguire la positività. È il massimo grado semplice e generale.
- la psicologia: regola base del positivismo è «non si può aver scienza se non di fatti», e poiché nella psicologia l'osservatore e l'organo osservato coincidono, non è possibile avere osservazione dei fenomeni intellettuali in atto; per cui, ritenendo impossibile la descrizione dei processi mentali e della psiche come indipendenti dai fatti fisiologici o da quelli sociali, Comte riconduce la psicologia alla biologia e alla sociologia.
- la filosofia, anch'essa non ha collocazione all'interno della classificazione delle scienze poiché non ha un oggetto proprio, bensì ha l'importantissima funzione di coordinare le varie discipline studiandone relazioni e principi comuni. La filosofia fornisce, oltre alla classificazione stessa delle scienze, il «sistema generale delle idee».
- la logica, perché secondo Comte essa non può esistere a livello di pura astrazione teorica, ma si inserisce in maniera metodicamente concreta nello sviluppo di ogni ambito conoscitivo.[15][17]

##### La sociologia, scienza dell'umanità

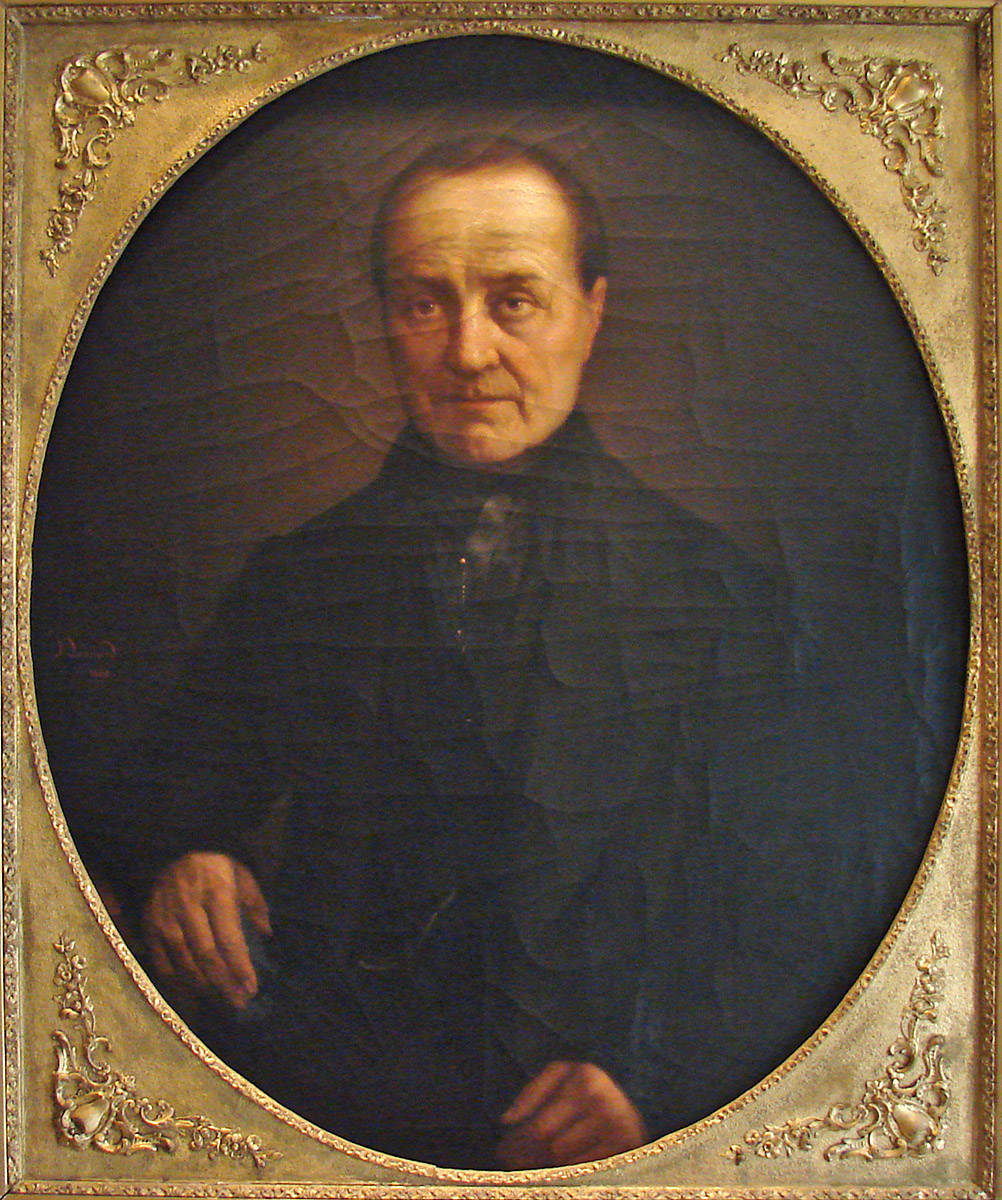
Ritratto di Comte

La riorganizzazione sociale sulle basi del sapere positivo, tradotto in pratica, resta quindi sempre meta di Comte. A tale scopo è indirizzata la sociologia. Essendo al vertice della classificazione delle scienze, è la disciplina più complessa ed è l'unica a non aver ancora conseguito pienamente lo stadio positivo. Questo è per Comte il compito morale, intellettuale e politico più importante del suo tempo.
Alla costruzione della sociologia Comte dedica il Corso di filosofia positiva. Tale fisica sociale si divide in due branche, nella realtà inscindibili:
- statica, la quale ha per oggetto le strutture permanenti nella società e quindi si basa sul concetto di ordine.
- dinamica, la quale ha per oggetto le trasformazioni nel tempo e quindi si basa sul concetto di progresso.

Ordine e progresso quindi proseguono di pari passo, il progresso mira all'ordine e l'ordine è finalizzato al progresso. Tale teoria, per Comte, fornisce una conciliazione tra le dottrine reazionarie (dottrina dei re) e quelle rivoluzionarie (dottrina dei popoli).
Come tutti i sociologi, Comte inizia le sue riflessioni studiando la società del suo tempo. La crisi del suo tempo secondo lui era determinata da ciò: un certo tipo di società (ancien régime), definita teologica e militare, sta per scomparire, mentre un altro tipo di società, scientifica e industriale, sta per nascere e sostituirsi all'esistente.
Comte quindi fa proprie le posizioni del maestro Saint-Simon ma ritiene che l'auspicato passaggio alla costruenda società industriale richieda una riorganizzazione culturale e scientifica che tenga conto del processo storico attraverso cui le scienze raggiungono lo stato positivo (cioè la loro definitiva validità epistemologica). 
Comte riprende il concetto di Montesquieu sul determinismo dei fenomeni storici e sociali e collegandolo con l'idea del progresso di Condorcet.
Quindi, per Comte, la società si evolverà inevitabilmente, e la storia dell'umanità percorrerà la via del progresso. Questo progresso è inevitabile, può solo essere rallentato o accelerato, ed è compito dei sociologi accelerarlo, affinché la crisi del genere umano finisca una volte per tutte.
È spesso attribuita a Comte la nascita della moderna scienza sociale. Numerosi volumi di Storia del pensiero sociologico cominciano la loro trattazione da questo autore.
Nondimeno il primo pensatore moderno che ragionò in termini "sociologici" fu Montesquieu, ben 100 anni prima.
Fu però Comte a coniare il nome per questa nuova scienza che inizialmente egli chiamò "Fisica sociale"; questo termine fu tuttavia utilizzato inconsapevolmente da Adolphe Quetelet nel 1835 per indicare l'importanza dell'uomo medio come trascinatore della società e l'uniformità del sistema sociale. Le idee di Comte erano molto diverse: egli vedeva l'élite nelle vesti di traghettatrice dell'umanità. Così decise di coniare il termine "sociologia" per differenziarsi dal pensatore belga.

### Il secondo positivismo
Dopo il 1846, Comte si incamminò in una fase nuova, detta dai critici "secondo positivismo" o positivismo religioso, in cui costituisce la Religione dell'Umanità, una religione civile dimostrativa, costituente il culto sistematico della società.

Si divide politicamente tra progressismo e conservatorismo, venendo ritenuto sia precursore del totalitarismo sia di una certa concezione democratica moderna, non egualitaria ma meritocratica, nonché laica, in cui la società è guidata dallo scienziato, dall'industriale, dal genio e dal filosofo-sociologo. Lo studioso e filosofo neo-illuminista e marxista Ludovico Geymonat (laureatosi in Filosofia con una tesi in cui difendeva l'organicità dell'opera di Comte) afferma che 
(Ludovico Geymonat)

#### La Religione dell'Umanità

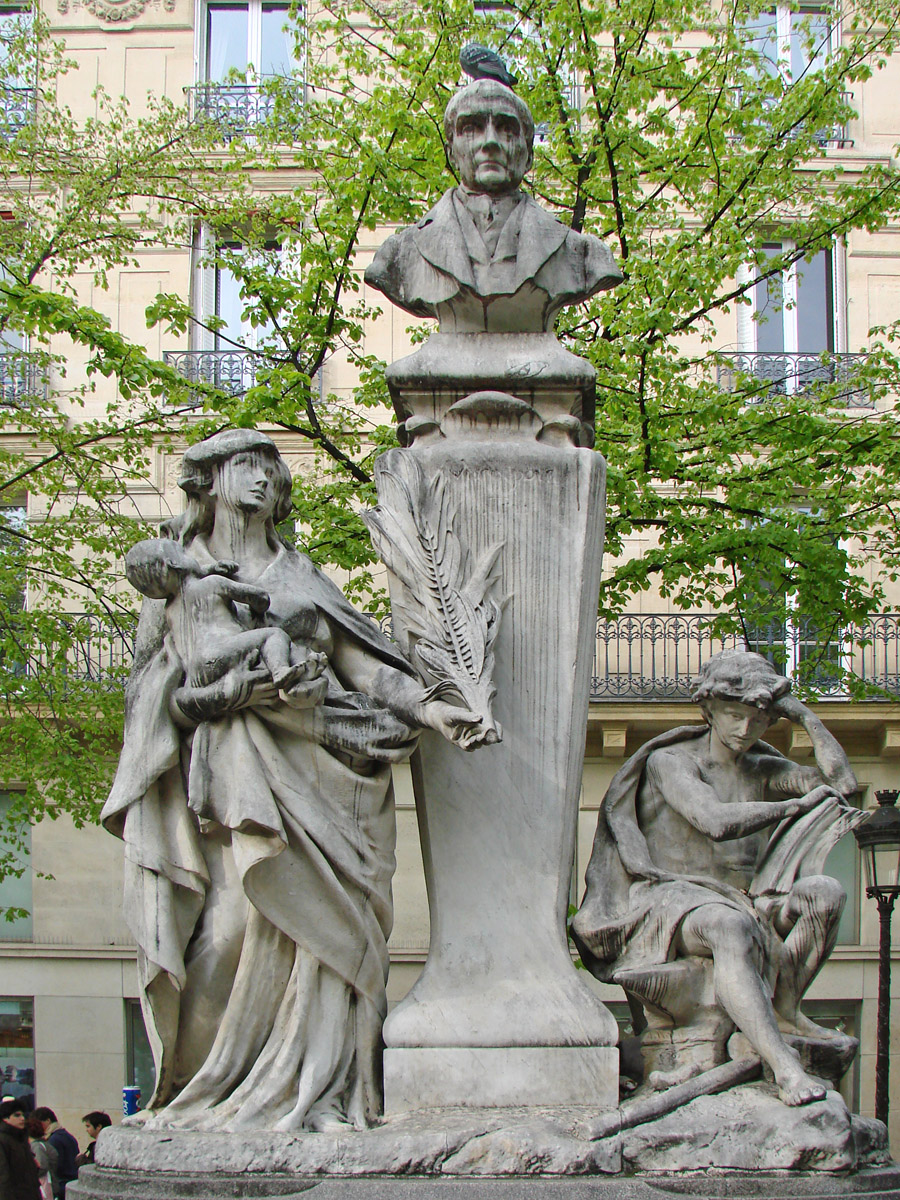
Monumento ad Auguste Comte in piazza della Sorbona, Parigi. Al centro un busto di Comte, a destra una statua di Clotilde de Vaux nel ruolo di "Madonna col Bambino", ripreso dall'arte cristiana, a sinistra un ritratto di "giovane proletario".

Il Comte maturo, giunto alla conclusione della necessità della riorganizzazione del potere spirituale e morale nella società occidentale, costituisce un organo sociale per la nuova "Religione dell'Umanità": la Chiesa positivista. Nel Calendario positivista (che prevede tredici mesi) e nel Catechismo positivista, il filosofo francese traspone gli elementi dottrinali, liturgici e morali della Chiesa nella sua nuova Religione dell'Umanità di cui il sociologo, l'intellettuale positivista e lo scienziato sono i nuovi sacerdoti. Qua Comte si allontana dal liberalismo di John Stuart Mill, per avvicinarsi ad una concezione di Essere Supremo - Umanità che ricorda vagamente il Leviatano di Hobbes e lo Stato di Hegel, il Grand Etre (Grande Essere). Il Grande Essere viene da lui definito come Insieme continuo degli esseri convergenti, definizione che vuol costruire un'immagine generale dell'Umanità in tutti i tempi come coordinata e mosse da una finalità comune.
La Trinità positivista, oltre al Grande Essere (l'Umanità), è composta dal Grande Feticcio (la Terra) e dal Grande Ambiente o Grande Mezzo (lo Spazio). L'aldilà era visto come la sopravvivenza nella celebrazione e nel ricordo, denominata da Auguste Comte vita soggettiva, in quanto esistente solo nella memoria altrui. Comte si occupò di istituire una lista, (nel Calendario Positivista) di tutti i Grandi Uomini del passato, degni di memoria. Anziché sopprimere la religione, come vorrebbero Marx e Stirner, Comte ne costituisce una che veneri l'Uomo: al culto dei santi sostituisce quello degli eroi laici della storia scientifica e civile, mentre la figura di Clotilde de Vaux sostituisce l'immagine del culto mariano. Comte propose anche un'alleanza temporanea ai gesuiti, da questi rifiutata. A Parigi esiste ancora una cappella positivista, mentre in Brasile è tuttora attiva una Chiesa Positivista, con alcuni templi.

#### Lo Stato Positivista
Comte giunge ad elaborare coerentemente una concezione di organizzazione sociale statalista, in uno stato di tipo etico (per il potere spirituale accordato alla Chiesa Positivista) e tecnocratico (nella misura del regime temporale).

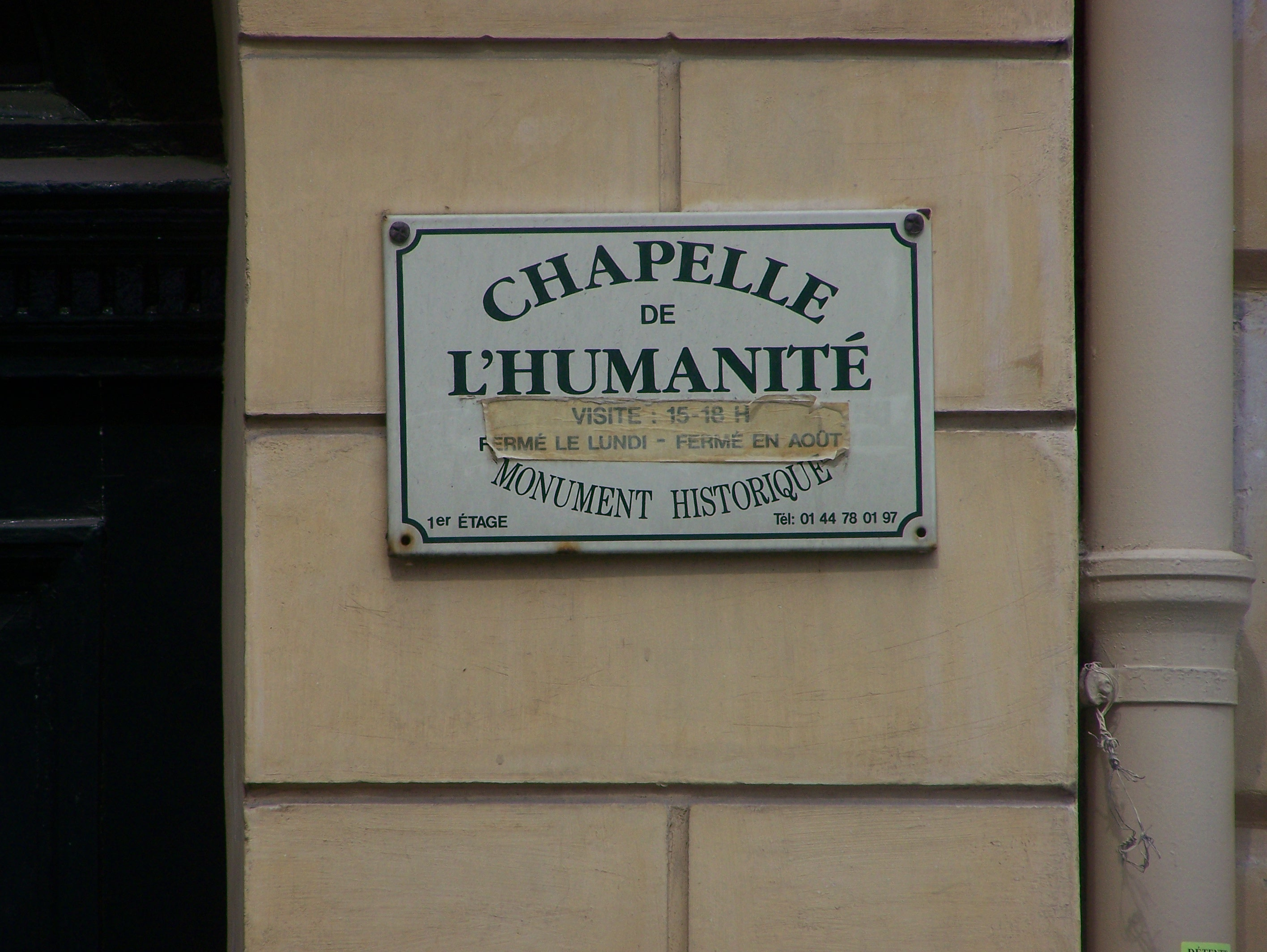
Ingresso della Cappella dell'Umanità a Parigi, fondata da Comte nel luogo dove visse la sua amata Clotilde de Vaux

Nonostante l'esaltazione della scienza, Comte ritiene che il progresso debba avere una morale certa (positiva), e compito della filosofia positivista sia elaborarla; ad esempio Comte esprime netta contrarietà alla vivisezione, in contrasto con le posizioni cartesiane che egli giudica, in questa materia, ormai superate. Ritiene, riprendendo sensismo e utilitarismo, che gli animali abbiano coscienza e che, al tempo in cui scrive, essi non debbano essere maltrattati e uccisi nemmeno in nome della scienza medica.
Il Positivismo sostenne sempre gli interessi operai negli scioperi, e Comte giunse addirittura a formulare che «Il principio fondamentale del comunismo è quindi necessariamente assorbito dal Positivismo». In Brasile rivendicava la libertà di mendicare, avversava la schiavitù, schierandosi a favore degli indios e del loro diritto di possedere le terre che occupavano, contro il militarismo e le spese per gli armamenti, dimostrando una certa sensibilità per la causa del proletariato, tutte idee che favorirono un grande seguito per il positivismo in Brasile.

#### La questione femminile
Comte è un sostenitore di una posizione particolare intorno ai sessi. Benché la scienza dell'epoca, prevalentemente di Gall, suggerisse la completa disuguaglianza tra i sessi e l'inferiorità intellettuale della donna, Comte si preoccupa precisamente di fornire al Positivismo un'influenza femminile, per lui ritenuta necessaria al miglioramento delle condizioni generali della società. Il ruolo della donna in Comte è ben più complesso di come in alcuni critici riportato: la superiorità intellettuale dell'uomo è controbilanciata (ed anzi sorpassata) dalla superiorità morale della donna. Comte sostiene dunque la necessità di un culto vero e proprio della donna all'interno dell'unità familiare, che rappresenterebbe nel modo migliore le più nobili tendenze dell'Umanità: la superiorità morale della donna è del resto comprovata dalla loro maggiore sociabilità e sensibilità. A tal riguardo dichiarò: Questo sesso è certamente superiore al nostro, per ciò che riguarda l'attributo più fondamentale della specie umana, la tendenza di far prevalere la socialità sull'individualità.
Lo stesso programma sociale di riforma prevede, secondo la lezione comtiana, di caratterizzare nel positivismo [...] la sua attitudine necessaria a regolare e a migliorare la condizione sociale delle donne. Entrò ciononostante in disputa con Stuart Mill sulla faccenda, in quanto Mill sosteneva l'uguaglianza completa dei sessi in contraddizione con quanto affermato dalla biologia cerebrale frenologica, confermata tra l'altro dal consensus scientifico dell'epoca (Gall, Bichat, Spurzheim, Roussel e Vicq d'Azyr). Comte ebbe a dire, nelle lettere indirizzate al filosofo inglese, che sostenere la pretesa di uguaglianza completa in ogni ambito tenderebbe moralmente a distruggere il principale fascino che oggi ci trascina verso le donne cosa che del resto avrebbe minato l'ordine morale della famiglia, in cui la donna è direttamente superiore.

##### La difesa della monogamia

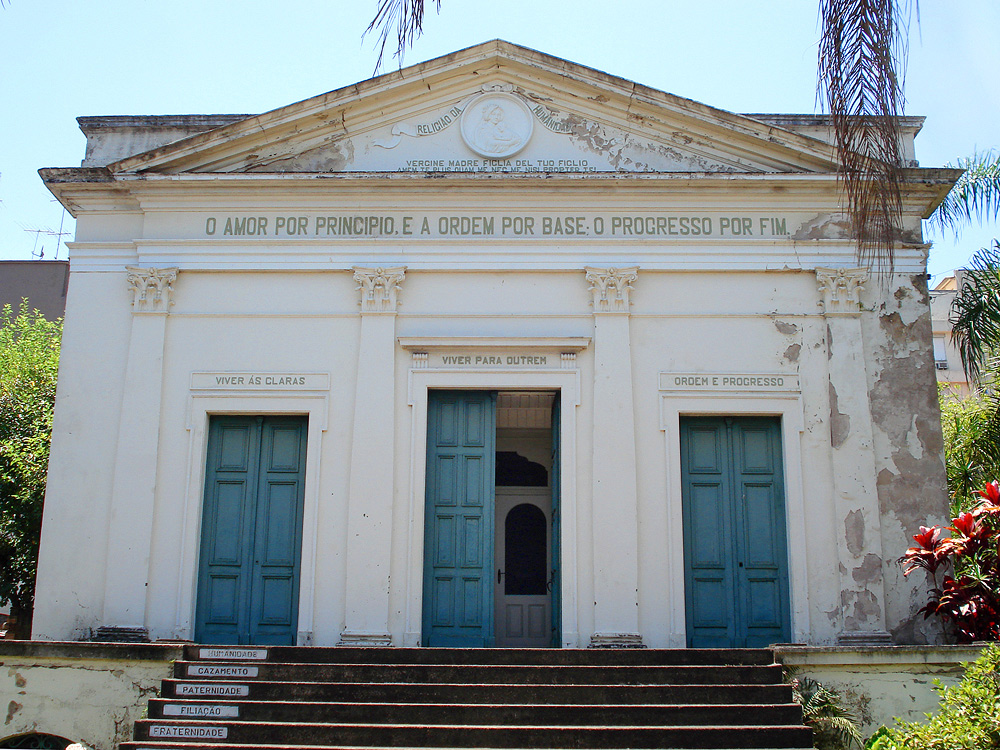
Tempio positivista a Porto Alegre (Brasile) con iscritti sul frontone gli ideali del positivismo: «O amor por principio, e a ordem por base, o progresso por fin» traduzione del motto di Comte: «L'Amour pour principe et l'Ordre pour base; le Progrès pour but.» («L'amore per principio, l'ordine per fondamento, il progresso per fine.»). Il motto ordem e progresso si ritrova anche nella bandiera brasiliana.

Comte è un sostenitore della famiglia monogamica tradizionale, aderendo in questo pienamente alla mentalità borghese diffusa nel XIX secolo anche in ambito non cattolico. Il divorzio è escluso perché minerebbe la famiglia (pur avendo Comte divorziato lui stesso), dove le donne possono far «prevalere la loro dolce disciplina morale per reprimere, allo stato nascente, tutti gli impulsi viziosi o abusivi» (un tipico tema rousseauiano). La moglie dovrà essere fedele al marito anche nella vedovanza, come anche il marito alla moglie, che è «il completamento finale della vera monogamia [...] ]» e «l'eterna adorazione d'una memoria che la morte rende più toccante» e permetterà di votarsi meglio «al servizio attivo dell'Umanità». Tuttavia, in alcuni scritti mostra di apprezzare l'Islam e la poliginia vigente in molte società poligamiche extraeuropee.

##### Critiche alla posizione comtiana sui sessi
Queste tesi, derivate dalla frenologia di Gall e dalla sua concezione borghese tradizionale (ma diffuse persino tra i progressisti), furono criticate da altri positivisti, che pure apprezzavano le sue idee, tra cui il citato John Stuart Mill, ma anche Maria Montessori, e da teorici vicini al positivismo, come l'anarchico Kropotkin.
Nonostante le posizioni frenologiche di Comte, numerose studiose moderne di genere femminile hanno sottolineato che questa visione non inficia il positivismo, in quanto derivata da posizioni scientifiche ormai superate, essendoci anche, tra l'altro, nella filosofia comtiana un completo rispetto per la figura della donna (che viene idealizzata) che non si ritrova ad esempio in contemporanei vistosamente misogini come Schopenhauer: d'altro canto hanno sottolineato la sua opposizione al matrimonio d'interesse e la sua difesa del matrimonio d'amore, per libera scelta dei coniugi, oltre a rilevarne la sostanziale portata innovativa per la filosofia e la sociologia politica.

## Influenze sul pensiero di Comte
Comte volle essere il profeta di una nuova "epoca d'oro" dell'umanità, innestando le proprie idee personali nella sua filosofia universale e generale. Essendo egli stesso una personalità complessa e di variegata formazione (basti pensare al suo professore di matematiche Daniel Encontre, pastore protestante nella cattolica Montpellier nel periodo rivoluzionario), è sicuramente difficile ricostruire tutte le influenze rilevanti esercitate su di lui.
Egli fonde le filosofie razionaliste con quelle spirituali. Tramite il progresso egli vuole realizzare l'ordine sognato dai conservatori, ma egli è convinto, a differenza dei controrivoluzionari e tradizionalisti, che tale ordine non possa scaturire da idee vecchie e ormai superate (questo è il suo giudizio sul cattolicesimo e sulla teologia): occorre una nuova guida, che è la scienza interpretata dal positivismo, che fonda i vari rami del sapere. Tale idea era sicuramente condivisa col suo maestro Saint Simon, poi ripudiato per divergenze teoriche e personali.
Tra i suoi predecessori, indica in ambito filosofico Hume (come grande precursore) e Kant (per la sua distinzione tra oggettivo e soggettivo), in ambito politico Condorcet come rivoluzionario e De Maistre come conservatore. Bichat e Gall, ambedue famosi biologi all'epoca, divengono invece i tipi scientifici massimi da lui imitati, in continuazione con quelli che chiama i tre padri sistematici della vera filosofia moderna, Bacone, Cartesio e Leibnitz. Tramite la mediazione storica delle sue idee in Tommaso d'Aquino, Ruggero Bacone ed in Dante (per la sua rappresentazione poetica delle idee filosofiche), si vede come il continuatore diretto dell'opera del principe eterno dei veri pensatori, Aristotele. 

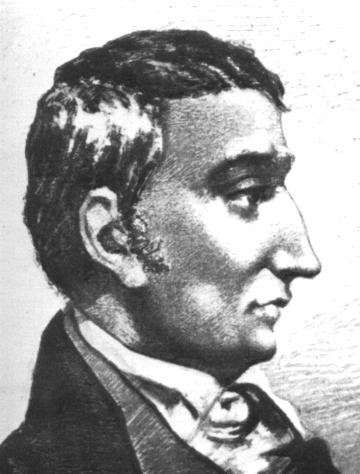
Henri de Saint-Simon

La sua concezione del metodo scientifico come fonte di verità certa gli deriva da Francis Bacon, Galileo Galilei e Cartesio, esaltati nel Corso come fondatori rispettivi del metodo logicamente inteso, il metodo empiricamente inteso ed il metodo nel suo insieme. Nonostante le indicazioni di alcune fonti, Comte non lesse mai Hegel e ne disprezzò pubblicamente la costruzione come ritorno all'ontologia greca. In campo economico è stato influenzato dalle figure di Adam Smith, circa il progresso derivato dalla divisione del lavoro, e Jean-Baptiste Say, sulla creatività, essenziale per lo sviluppo industriale, degli imprenditori.
Nella fase religiosa egli si ispira a vari ideologi romantici e spiritualisti, Louis de Bonald e Joseph de Maistre (studiato anche da Saint-Simon), per la visione conservatrice della politica cattolica, in Comte spogliata da ogni dimensione cristiana cattolica e trascendente, e sostituita dalla visione immanentistica della scienza e delle sue scoperte; per Comte non è la Provvidenza che guida l'umanità, ma la spinta al progresso. Inoltre egli ammira la visione controrivoluzionaria del filosofo della restaurazione, pur non condividendola: Comte considera storicamente necessaria la rivoluzione francese dell'inizio (1789), ma la condanna nettamente, in quanto apportatrice di disordine e violenza, per tutto ciò che accadde dopo il 1791, soprattutto nel periodo del Terrore (1793-1794); Comte critica inoltre la rivoluzione di luglio, mentre all'inizio appoggia invece la rivoluzione francese del 1848, per diventare però subito un suo oppositore, e poi un neo-bonapartista sostenitore dell'Impero, vedendo la sua proclamazione come il trionfo della dittatura razionale sul parlamentarismo e sull'anarchia. Come de Maistre affida la tutela giuridica super partes sugli Stati al Papa, Comte la affida invece al Gran Sacerdote dell'Umanità, il nuovo Pontefice della religione positivista, il quale dà le indicazioni alla società, giudica senza essere giudicato, in senso morale e non dittatoriale: egli conosce la verità scientifica e sa interpretarla, e solo egli può guidare "spiritualmente" i governanti. La Società Futura che profetizzava Saint-Simon (che riprende l'utopista socialista Robert Owen) e il Regno dello Spirito di Gioacchino da Fiore diventano lo Stato Positivo, il regno dell'Uomo sul mondo previsto da Comte. Il suo sistema di culto è l'insieme di moltissime diverse fonti, come ad esempio il cerimoniale della Chiesa Cattolica, l'islam (nella costituzione della preghiera positivista e nell'orientamento dei Templi dell'Umanità verso Parigi) ed altre costruzioni religiose principalmente medievali. Comte vide sempre con sospetto (in quanto "anarchiche") le dottrine protestanti e quelle deiste, opponendosi alla loro diffusione.

## Ricezione successiva del pensiero

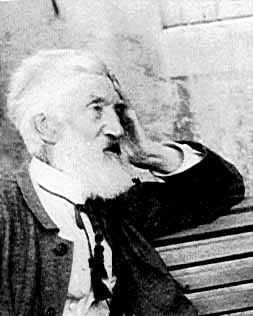
Pierre Laffitte, successore di Auguste Comte alla direzione della Religione Positivista

La ricezione postuma di Comte ha avuto risultati quasi paradossali: pur capace di dare nome ad un'epoca culturale, il positivismo, la filosofia di Comte circolava fra gli stessi contemporanei più attraverso le interpretazioni dei discepoli che la lettura diretta delle sue opere. Nella seconda metà dell'Ottocento tale diffusione passa attraverso due canali principali: un lato, quello "ortodosso", che porterà avanti ostinatamente le posizioni religiose di Comte, diretto da Pierre Laffitte; l'altro, quello "eterodosso", con esponenti quali Littré, Stuart Mill, Darwin e Spencer, che si collegano solo in modo indiretto al pensiero del filosofo francese.
Dopo la fine del diciannovesimo secolo, l'opera di Comte venne sempre più dimenticata, relegata ai libri di filosofia e di storia. L'interesse per l'autore del Corso è ricominciato sulla scorta del neopositivismo (iniziato da Bertrand Russell e proseguito dal circolo di Vienna), del nuovo razionalismo "neo-illuministico" (ad esempio il citato Ludovico Geymonat e il suo allievo Giulio Giorello), specialmente negli anni ottanta del XX secolo (per quanto, per ammissione degli esponenti delle stesse scuole, si ispirassero più a Hume che a Comte), per culminare in Francia nel bicentenario della nascita, solennemente celebrato nel 1998.
Il positivismo "ortodosso", la Religione dell'Umanità fondata da Comte nella seconda fase del suo pensiero, è stato diffuso, per quanto con esiti variabili, da fedeli discepoli. In Francia diresse la propaganda della dottrina religiosa del maestro Pierre Laffitte, che n'è stato il Pontefice fino al 1903, e poi da Charles Jeannolle, fino al 1914. In Gran Bretagna ebbe molta rilevanza l'opera religiosa di Richard Congreve, che a Londra teneva ogni domenica una predica positivista, mentre in Brasile il positivismo religioso ebbe immensa influenza grazie alla propaganda di Miguel Lemos e Raimundo Texeira Mendes. Quest'ultimo, insieme al pittore e scultore positivista Decio Villares, realizzò la bandiera nazionale del Brasile, che reca tutt'oggi il motto politico comtiano Ordine e Progresso. Tutt'oggi esistono congregazioni in Brasile (Chiesa Positivista del Brasile, Chiesa Positivista del Rio Grande del Sud, Apostolato Positivista del Brasile ed altre) che portano avanti le liturgie della religione positivista settimanalmente con dichiarata fedeltà assoluta ai libri di Comte, considerati testo sacro.
La prima fase del pensiero di Comte influenzò invece, in modo meno rigido, numerosi pensatori fin dalla pubblicazione del Corso, spesso tramite la mediazione dei suoi critici o sostenitori francesi. Tra i più importanti ci furono John Stuart Mill, Émile Littré, Herbert Spencer, Roberto Ardigò, Andrea Angiulli, Charles Darwin, Carlo Cattaneo, Émile Durkheim ed altri. L'impronta romantica verso il progredire della storia, destino che si dovrà prima o poi avverare, ha anche avuto eco nella dottrina di Giuseppe Mazzini, per la concezione dei "doveri dell'uomo" e dell'umanità come unione mistica e immanente, incarnazione della divinità, e la concezione romantica del progresso e della storia.
In Italia, con la critica filosofica dominata per tutto il XX secolo dall'idealismo crociano antipositivistico, oltre che per la posizione di Comte contraria all'Unità d'Italia, esistono tuttora pochi studi monografici sul pensiero comtiano, la cui ricezione venne perlopiù mediata, negli ultimi decenni del XIX secolo, dalle rielaborazioni di positivisti italiani come Ardigò e Lombroso.

## Opere
- Separazione Generale tra Opinioni e Desideri, 1819
- Esame Sintetico del passato moderno nella sua totalità, 1820
- Piano dei lavori scientifici necessari per riorganizzare la società, 1822, ristampato nel 1824 col titolo Politica positiva.
- Considerazioni filosofiche sulle scienze e gli scienziati, 1825
- Considerazioni sul Potere Spirituale, 1826
- Esame del Trattato di Broussais sull'irritazione, 1828
- Corso di filosofia positiva, 6 voll., 1830-1842.
- Trattato elementare di Geometria Analitica, 1843
- Discorso sullo spirito positivo, 1844.
- Trattato filosofico d'Astronomia Popolare, 1844
- Discorso sull'insieme del positivismo. 1848
- Calendario positivista, 1849.
- Sistema di politica positiva, 4 voll., 1851-1854.
- Catechismo positivista, 1852.
- Appello ai conservatori, 1855.
- Testamento e confessioni, con la corrispondenza con Clotilde De Vaux, 1884 (scritto nel 1855)
- Sintesi soggettiva o sistema universale delle concezioni proprie dello stato normale dell'Umanità, 1856 (incompiuto)

### Opere antologiche
- Dizionario delle idee: scienza, politica, morale, a cura di Stefania Mariani, Editori Riuniti, 1999, pp. 111